# PlayStation App
PlayStation App是索尼互动娱乐创建的Android和iOS手机应用程序（App），用户可用该程序连接PlayStation Network。

## 升级历史
其首个版本发布于2013年11月15日，也就是北美区域PlayStation 4的发售日。
2016年11月29日，分拆出「PS Communities」独立程序。
PlayStation App在2017年11月7日的更新中，进行了重构，加快了加载速度。而原本的第二屏幕功能，被分拆到一个独立的应用中，而原先具有的查看直播和删除完成率为0％的奖杯列表的能力被删除。